# Pedemontana Veneta
Pour les articles homonymes, voir SPV.
La Superstrada Pedemontana Veneta est une voie rapide séparée par un terre-plein central (annoncée par les panneaux d'autoroutes vert) appartenant à la région de Vénétie en concession de péage. Elle n'a pas de classification alphanumérique comme les autres autoroutes italiennes, mais est identifiée par l'abréviation SPV.
Ouverte en trois phases progressives différentes (la première le 3 juin 2019 de Malo à Bassano Ouest), son tracé parcourt au total 94,747 km,,. Son tracé relie Montecchio Maggiore à Spresiano en passant par les districts industriels de Malo, Thiene et Schio, en passant par Bassano del Grappa, Montebelluna et au nord de Trévise, interconnectée à 3 autoroutes (de l'ouest : l'A4, A31 et A27).
Le chantier du tunnel de Malo (long de 6 km, l'un des plus longs d'Italie), qui a été arrêté trois fois, est finalement achevé en février 2022, de même que les échangeurs pour l'A4 et l'A27. L'interconnexion complète avec l'A4, et avec le déménagement du péage, est inaugurée dans les premiers mois de 2024.

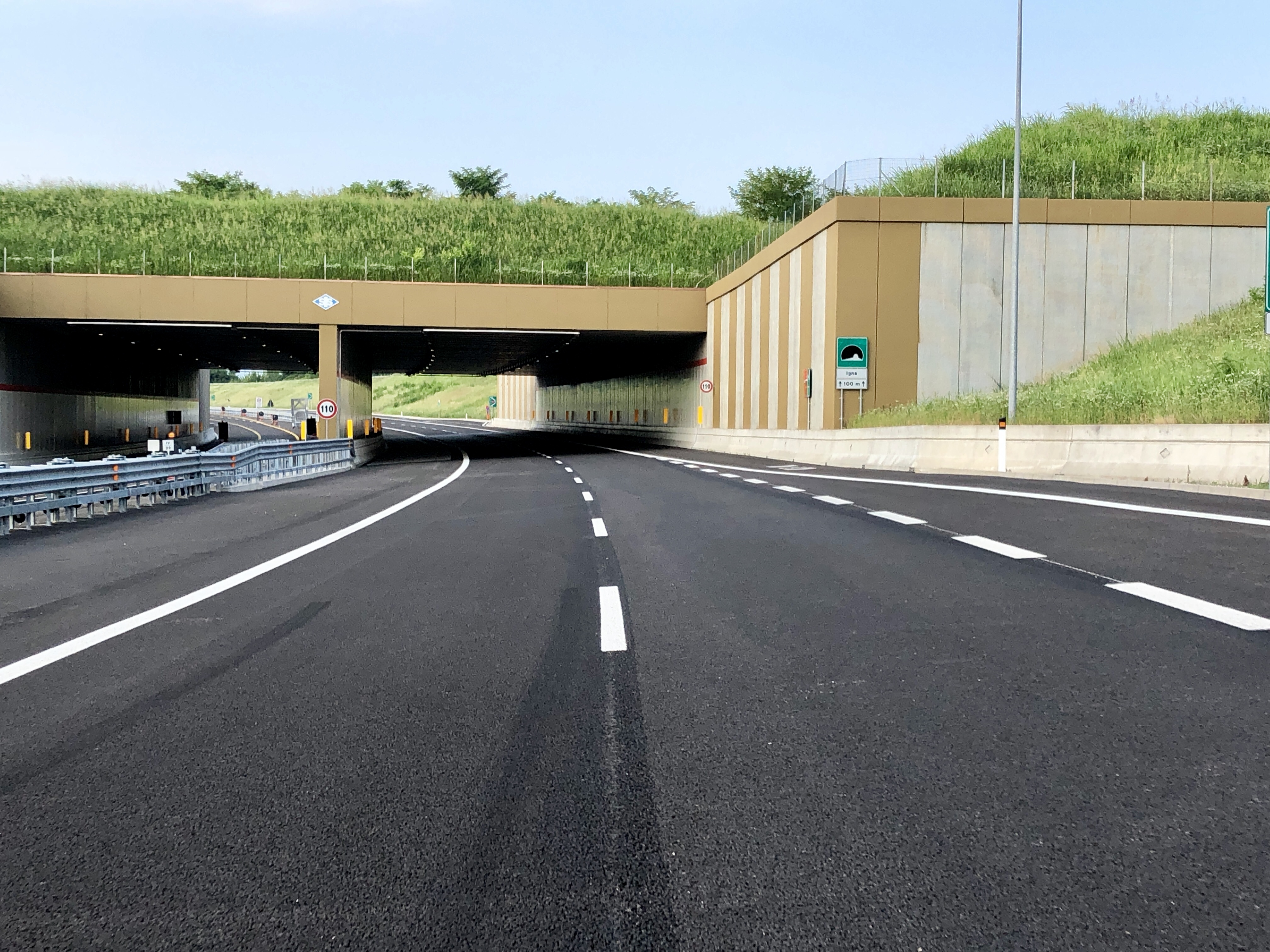
La SPV entre Thiene et Breganze.

## Financement et concession
L'infrastructure, construite en financement de projet par la Superstrada Pedemontana Veneta SpA., qui a succédé à ATI SIS SCpA - Itinere SA le 15 février 2011, gérera les travaux et percevra le péage pendant 39 ans, et coûtera 2 391 millions d'euros,.
Le coût actualisé à 2013, estimé pour l'ensemble du projet, est égal à 2 258 millions d'euros, contre une contribution publique globale, tant étatique que régionale, de 615 millions d'euros à laquelle les éventuelles contributions régionales 
doivent être ajoutées en raison de flux de trafic pour le budget économique du financement du projet.
Au bout de 39 ans, la gestion de l'infrastructure reviendra à la région.
Au 13 octobre 2018, les dépenses s'élevaient à environ 3 milliards d'euros, la région de Vénétie apportant une contribution importante de 300 millions d'euros au concessionnaire privé, le Consortium Turin SIS des frères Dogliani. La région prit ainsi le relais de la SIS dans la perception des péages, en assumant les risques métiers liés aux flux du trafic, tandis que la SIS se vit garantir une redevance annuelle de 153 millions d'euros. Selon Il Fatto Quotidiano, une fois pleinement opérationnel, cela coûtera 13 milliards d'euros, soit plus de 100 millions d'euros par kilomètre.

## Caractéristiques de l'infrastructure

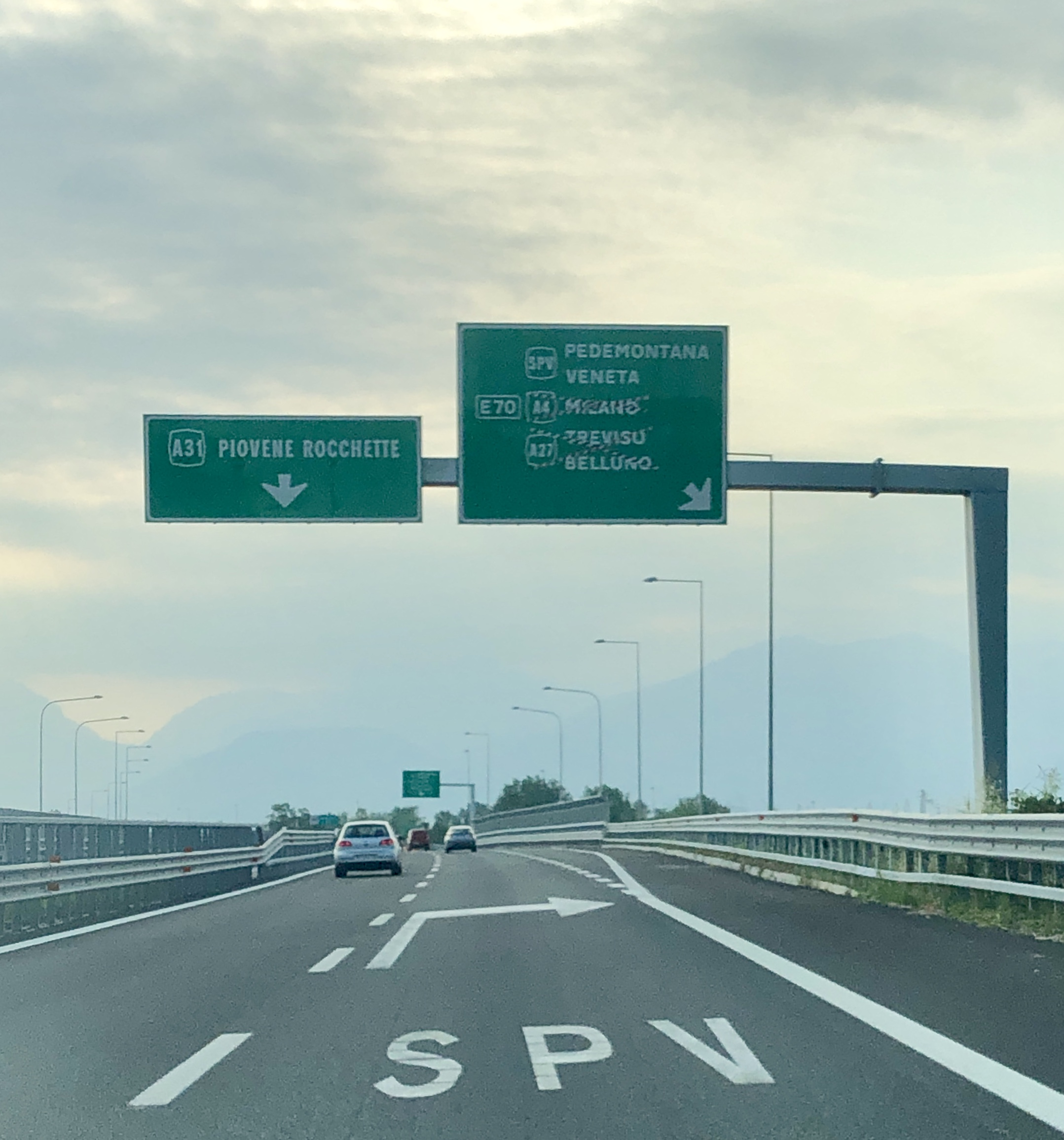
Les panneaux correspondent à ceux des autoroutes (de couleur verte).

La Pedemontana se compose de deux chaussées indépendantes, chacune avec deux voies monodirectionnelles de 3,75 mètres de large et une bande d'arrêt d'urgence de 3 mètres de large, d'un accotement de 75 cm et d'un terre-plein central de 3 mètres, constituant une plate-forme de 25,50 mètres de section.
La vitesse d'exploitation est de 120 km/h pour la totalité du tracé.
Sur les 90 km du parcours, le guide des terrassements routiers (GTR) est constitué de 50 km en déblais, 26,5 km en remblai, 7,8 km des tunnels naturels et 5,9 km des tunnels artificiels.
Les péages, établis à l'Annexe B de la Résolution du Conseil Régional n° 261 de 2019, prévoient les montants kilométriques suivants :
| € par km     | Classification du véhicule | Description du véhicule       |
| ------------ | -------------------------- | ----------------------------- |
| 0,16420 €/km | classe A                   | Auto, moto                    |
| 0,18350 €/km | classe B                   | Fourgons, camping-cars, etc.  |
| 0,22550 €/km | classe 3                   | Véhicules à 3 essieux         |
| 0,35730 €/km | classe 4                   | Véhicules à 4 essieux         |
| 0,42755 €/km | classe 5                   | Véhicules à 5 essieux ou plus |

## Parcours

Tracé de la Superstrada Pedemontana Veneta.

| Superstrada Pedemontana Veneta | |      |      |          |
| Type                           | Indication | ↓km↓ | ↑km↑ | Province |
|                                | Milan – Venise Bergame - Brescia - Vérone - Vicence - Padoue | 0    | 94,5 | Vicence  |
|                                | Montecchio Maggiore Sud Sortie : uniquement en direction de l'A4 Entrée : uniquement en direction de Trévise SR 11 Padana Superiore Vicence - Montebello - Vérone SP 500 var Bretella di Alte Ceccato Brendola - Lonigo SP 34 d'Altavilla | 1    | 93,5 | Vicence  |
|                                | Montecchio Maggiore Nord - Arzignano Sortie : uniquement en direction de l'A4 Entrée : uniquement en direction de Trévise SP 246 di Recoaro Valdagno SP 93 Arzignanese Chiampo SR 246 de Montecchio Maggiore                              | 5    | 89,5 | Vicence  |
|                                | Tunnel de S. Urbano Longueur : 1,489 km | —    | —    | Vicence  |
|                                | Vallée de l'Agno (Cornedo Vicentino-Castelgomberto) SP 246 di Recoaro Valdagno | 14   | 80,5 | Vicence  |
|                                | Tunnel de Malo Longueur : 6,1 km | —    | —    | Vicence  |
|                                | Malo SS 46 del Pasubio Vicence – Schio – Rovereto | 23,5 | 71   | Vicence  |
|                                | Pont sur le torrent Timonchio | —    | —    | Vicence  |
|                                | Rovigo – Piovene Rocchette Piovene R. – Vicence – Rovigo Barrière de péage Valdastico | 29   | 65,5 | Vicence  |
|                                | Pont sur le torrent Astico | —    | —    | Vicence  |
|                                | Breganze SP 119 Chizzalunga Sandrigo – Breganze SP 111 Nuova Gasparona Thiene | 34,5 | 60   | Vicence  |
|                                | Aire de services « Colceresa » | 40,3 | 54,2 | Vicence  |
|                                | Colceresa SP 248 Schiavonesca-Marosticana SP 60 de Nove | 41,5 | 53   | Vicence  |
|                                | Pont sur le fleuve Brenta | —    | —    | Vicence  |
|                                | Bassano Ouest SP 59 de Granella Tezze sul Brenta SP 97 de Sant'Anna Cittadella | 48   | 46,5 | Vicence  |
|                                | Bassano Est – Rosà SS 47 della Valsugana Padoue – Trente | 52,5 | 42   | Vicence  |
|                                | Loria – Mussolente SP 75 de Volon Cassola – Borso del Grappa SR 245 Castellana Castelfranco Veneto – Venise SR 308 del Santo Padoue | 56   | 38,5 | Trévise  |
|                                | Riese Pio X SP 20 de Fonte | 59,5 | 35   | Trévise  |
|                                | Aire de services « Altivole » | 62,5 | 32   | Trévise  |
|                                | Altivole SP 667 di Caerano Castelfranco Veneto | 68,5 | 26   | Trévise  |
|                                | Montebelluna SR 348 Feltrina Trévise – Venise | 79   | 15,5 | Trévise  |
|                                | Povegliano SP 90 de Bolè | 88   | 6,5  | Trévise  |
|                                | Spresiano SS 13 Pontebbana Venise – Tarvisio | 93,5 | 1    | Trévise  |
|                                | Barrière de péage Spresiano - Villorba | 93,6 | 0,9  | Trévise  |
|                                | Venise – Belluno Venise - Trévise - Belluno | 94,5 | 0    | Trévise  |